# 沈子修
沈子修（1880年—1955年），原名金懋（一作全懋），男，安徽霍山人，中国政治人物，曾任安徽省人民政府副主席，安徽省政协副主席，中国民主同盟中央委员会委员。